# إنارة الكواكب

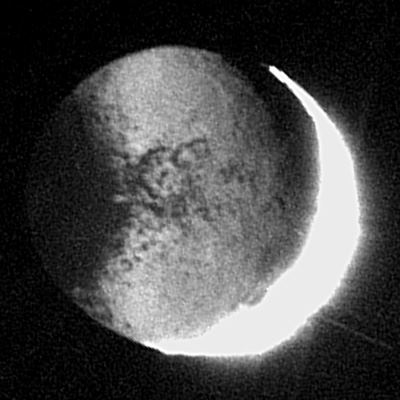
زحلالقمر إيابيتوس تضاء Saturnshine. هذا هو تعزيز الصورة ؛ planetshine خافت جدا على النقيض من ذلك أن تكون مرئية بالعين المجردة.

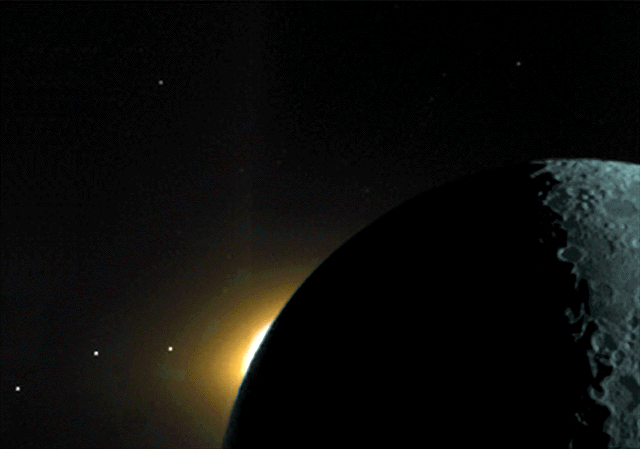
على القمر مضاءة من قبل المشع للأرضالتي استولت عليها القمري-التنقيب كليمنتين المركبة الفضائية في عام 1994. كليمنتينs الكاميرا يكشف (من اليمين إلى اليسار) القمر مضاءة من قبل المشع للأرض، الشمس's وهج ارتفاع فوق القمر المظلم أطرافهم ، ومن الكواكب زحل، كوكب المريخ, و الزئبق (النقاط الثلاث في أسفل اليسار).

 إنارة الكواكب هو الإضاءة الخافتة المنعكسة من سطح أحد الكواكب (نتيجة أشعة الشمس) باتجاه الجانب المظلم لأحد أقمار هذا الكوكب وتلاحظ هذه الظاهرة في المثال الأكثر شعبية وهي إشعاع الأرض  على القمر (المعروف باسم أضواء الأرض) والذي يكون أكثر وضوحاً من الجانب المظلم في الأرض عندما يكون القمر هو هلالاً عادة هذا يسبب تحول الجانب المظلم من القمر إلى لون خافت.
إشعاع الكواكب لوحظ أيضا في مكان آخر في النظام الشمسي. وعلى وجه الخصوص، مسبار الفضاء كاسيني 
استخدم إشعاع زحل لتصوير أجزاء من أقمار الكوكب, حتى دون الحاجة لأشعة الشمس المباشرة.

## إشعاع الأرض

الرسم البياني للظاهرة

إن إشعاع الأرض هو ضوء الأرض المرئي المنعكس من الجانب المظلم للقمر. والمعروف أيضا باسم توهج القمر الرمادي 

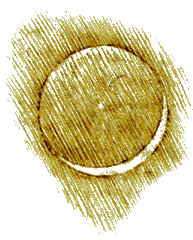
رسم ل ليوناردو دافنشي

إشعاع الأرض يبدو أوضح في فترة ما بين بضعة ليال قبل وبضعة ليال بعد ظهور القمر الجديد .عندما يبدو القمر في مرحلته الجديدة من الأرض (هلال) , تبدو الأرض بشكل قرص كامل من القمر. أشعة الشمس تنعكس من الأرض إلى الجانب المظلم من القمر. الجانب المظلم يبدو توهجه ضعيف وبشكل خافت.

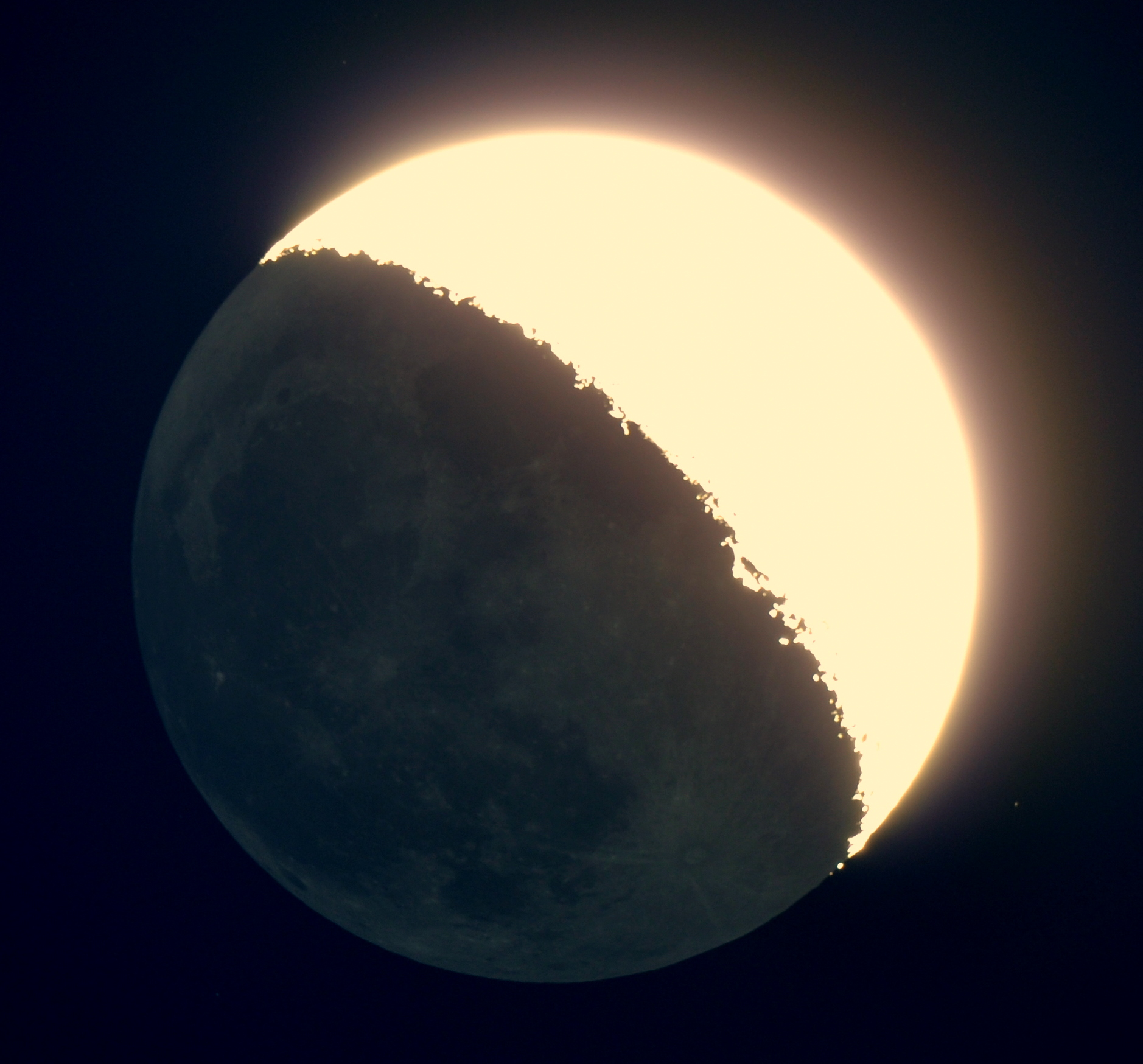
صورة التلسكوب

ليوناردو دا فينشي فسر هذه الظاهرة في أوائل القرن 16 عندما أدرك أن كلا من الأرض والقمر يعكس ضوء الشمس في نفس الوقت. 
إشعاع الأرض يستخدم للمساعدة في تحديد الوضاءة الحالية للأرض من الأرض. وتستخدم البيانات لتحليل عامل  الغطاء السحابي للمناخ .المحيطات تعكس كمية أقل من الضوء ما يقرب من 10%. واليابسة تعكس 10-25% من أشعة الشمس أما الغيوم تعكس حوالي 50%. وبالتالي فإن الجزء الذي فيه نهار من الأرض وحيث القمر مرئيا تحدد كيفية وموعد شروق إشعاع الأرض على القمر.

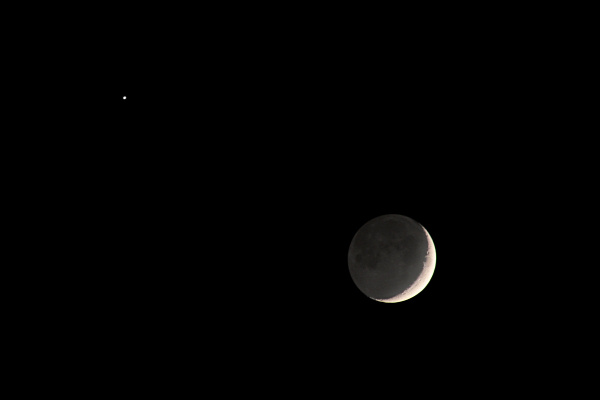
انعكاس إشعاع الأرض

الدراسات لإشعاع الأرض يمكن أن تستخدم لإظهار كيف يختلف الغطاء السحابي للأرض مع مرور الوقت. وتظهر النتائج الأولية تراجع في الغطاء السحابي 6.5% بين عامي 1985 و 1997 و زيادة مقابلة في الفترة بين 1997 و 2003. وهذا له آثار على أبحاث المناخ، خاصة فيما يتعلق الاحترار العالمي. كل الغيوم تسهم في زيادة البياض، وبعض الغيوم الصافية لها تأثير احتراري أكبر لأنها تعكس الحرارة أكثر .

## الانعكاس
من خصائص الأرض والقمر، وبعض الأجسام الأخرى، إلى حد ما هي خصائص الانعكاس.فالضوء الذي يضربهم ينعكس مرة أخرى، أو ينعكس بشكل عكسي في الاتجاه الذي أتى منه بدلاً من الاتجاه الآخر. فإذا كان الضوء يأتي من الشمس، فإنه ينعكس بشكل تفضيلي مرة أخرى نحو الشمس وفي الاتجاهات القريبة. على سبيل المثال، عندما يكون طوره كاملاً، يعكس القمر الضوء بشكل تفضيلي تجاه الشمس وأيضاً الأرض، وهو في نفس الاتجاه تقريباً. وكما يظهر من الأرض، فإن القمر الكامل يبدو أكثر إشراقا مما لو كان انعكاسه متناثرا في كل الاتجاهات وبالمثل بالقرب من القمر الجديد. 
الانعكاس تنتجه مجالات من الطبقات الشفافة على سطح العاكس. 

## إشعاع الحلقات

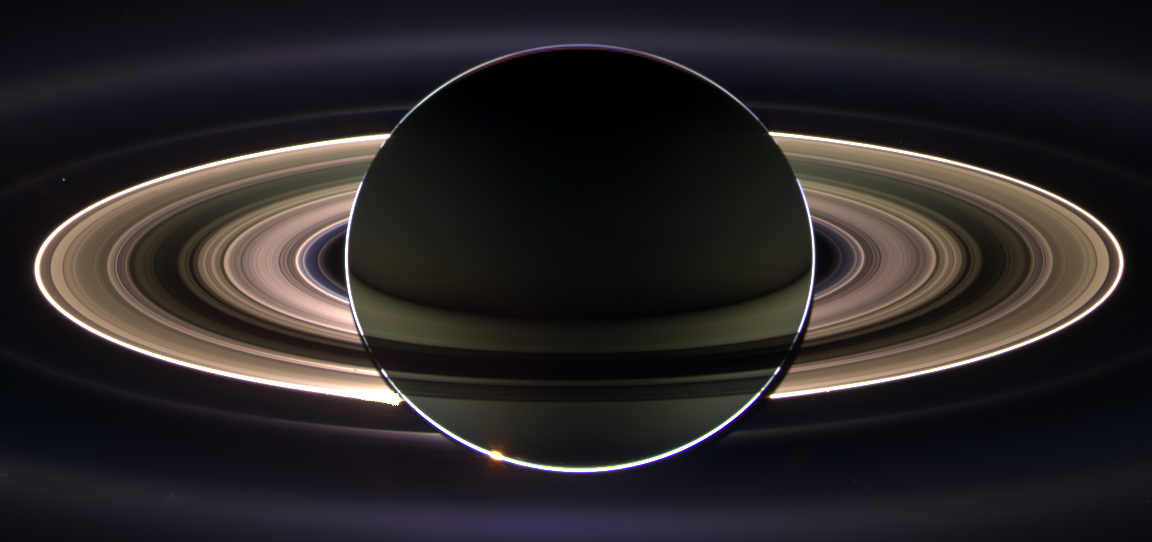
صورة من مسبار كاسيني

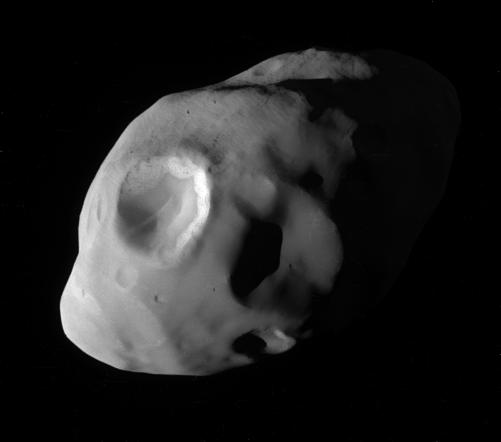
إشعاع خافت على الجانب المظلم لأحد التوابع

يحدث إشعاع الحلقات عندما تنعكس أشعة الشمس من خلال كوكب له حلقات على كوكب أو على أحد أقمار هذا الكوكب. هذا وقد لوحظ في العديد من الصور من المسبار كاسيني.

## البحث عن الكواكب

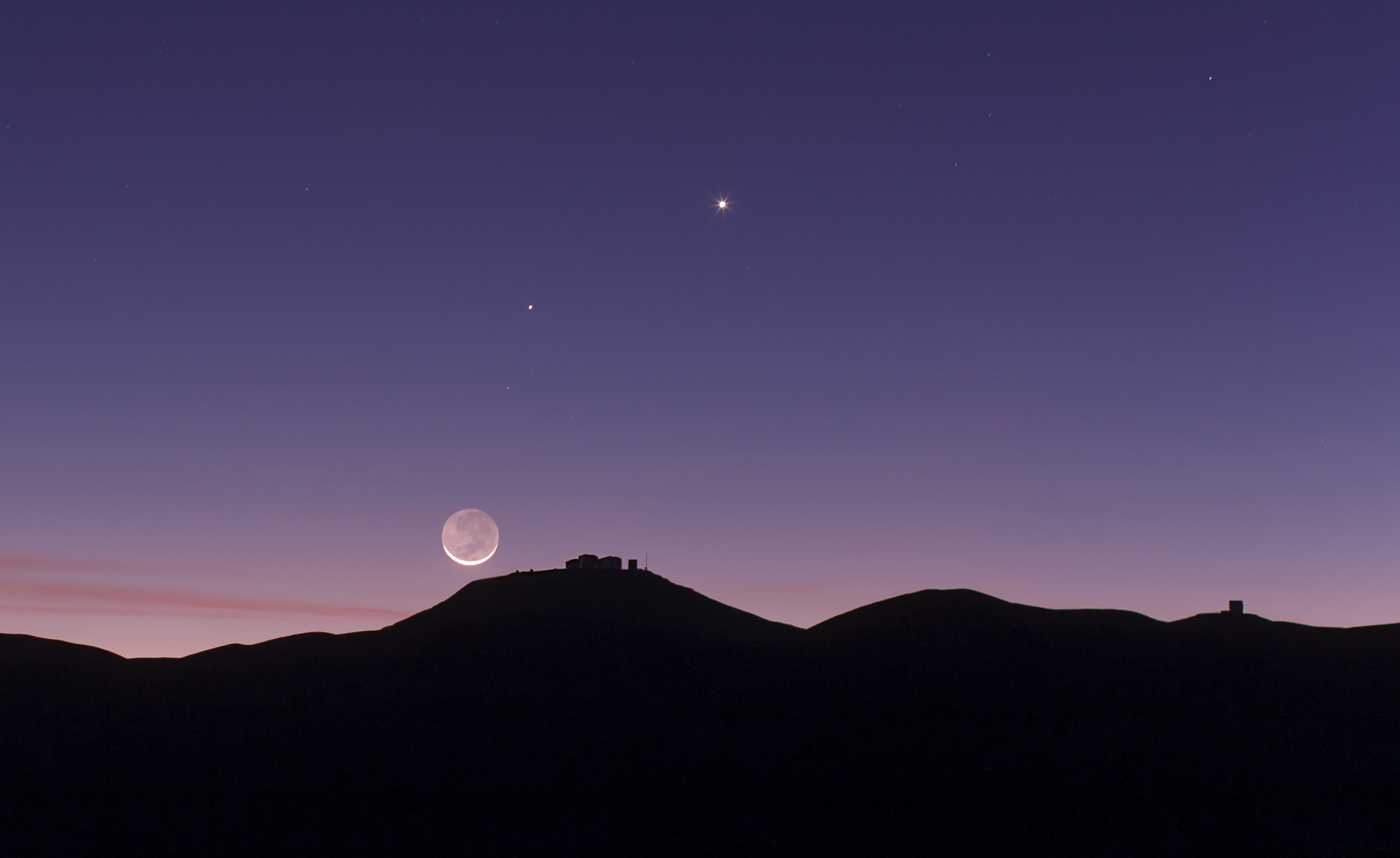
صورة من مرصد ESO

العلماء في برنامج الملاحة في وكالة ناسا المتخصص في الكشف عن الكواكب أطلقوا بعثة (TPF) . والتي من شأنها الكشف عن الضوء المنعكس من الكواكب التي تدور حول النجوم للتحقق في ما إذا كانت يمكن أن تؤوي حياة. 
وكالة الفضاء الأوروبية لديها مهمة مماثلة اسمها داروين، قيد البحث الآن. وسوف تدرس الضوء المنعكس من الكواكب للكشف عن علامات الحياة.

## وصلات خارجية
- ناسا علم الفلك صورة اليوم 19 نيسان / أبريل 2002
- المشع للأرض معرض الصور على SkyTrip.de